# Csak egy kislány van a világon
A Csak egy kislány van a világon 1929-ben készült magyar film, az egyik első magyar hangosfilm, illetve egyike az utolsó hazai némafilmeknek is, mert eredetileg hang nélkül készült. Úgy lett belőle hangosfilm, hogy alkotói egy napra kölcsön tudták venni egy éppen Budapesten forgató amerikai vállalat, a Fox Movietone News berendezését. Mivel Jávor Pál éppen be volt rekedve, helyette a kamera látószögén kívül álló Fekete Pál énekelt (a szinkront ekkor még nem tudták megoldani technikailag). Címét a népszerű népiesült műdal kezdősorából kölcsönözték. Készültét néha 1930-ra dátumozzák, mert abban az évben mutatták be (május 12-én).
A Gaál Béla rendezte film hozta meg a hazai filmes hírnevet a főszereplőknek, a fiatal Jávor Pálnak, illetve a később igazi világsztárrá váló, ekkor 17 éves Eggerth Mártának, aki Katinka szerepét játszotta. Másik partnere a filmben Vándory Gusztáv volt.

## Szereplők
- Jávor Pál – Bánáth György földbirtokos
- Vándory Gusztáv – Vas Miklós tanító
- Eggerth Márta – Katinka
- Pálffy György – Pálffy Gáspár tiszteletes
- Gazdy Aranka – Pálffy felesége
- Stella Gyula – Kertessy
- Zombory Mercedes – Ella, Kertessy lánya
- Pethes Sándor – Tamássy Bódi
- Berczy Géza – Ella udvarlója
- Dezsőffy László – Pesti úr
- Keleti László – Szemüveges pesti úr
- Gárdonyi Lajos – Ügynök
- Dózsa István – Cigányprímás
- Sugár Lajos – Inas
- Truszka Mira – Szüreti királynő

További szereplők: Bodnár Pál, D’Arrigo Kornél, Fekete Pál, Lorencz Márta, Rédey Erzsi

## Az elsőség kérdése
A filmben elsősorban magyar nóták hallhatók, de némi szöveg is. Ezért szigorúan véve az 1931-ben készült A kék bálvány az első magyar hangos játékfilm. Az első hangosfilm-bemutatóra Magyarországon 1929. szeptember 30-án került sor a mai Puskin moziban. (Az éneklő bolond (Singing Fool) című film, illetve két rövidfilm).
1929-ben és 1930-ban már több itthon vagy külföldön forgatott filmben is elhangzik valamiféle magyar szöveg, például Kertész Mihály 1929-ben forgatott Noé bárkája (Noah's Ark) című filmjéhez magyar nyelvű hangos beköszöntőt készített. A budapesti premiermozikat 1930-ban, a többit 1931-ben hangosították.

## A népdal
Csak egy kislány van a világon címmel Szentirmay Elemér írt németes népies műdalt, amely népszerű, a cigánnyal gyakran húzatott magyar nótává vált. Magyar filmekben is gyakran felhangzott (például Dalolva szép az élet.)

## Operett
- Ugyanezzel a címmel Deésy Jenő írt operettet.[3]